# Лојткирх им Алгој
Лојткирх им Алгој (њем. Leutkirch im Allgäu) град је у њемачкој савезној држави Баден-Виртемберг. Једно је од 39 општинских средишта округа Равенсбург. Према процјени из 2010. у граду је живјело 22.132 становника. Посједује регионалну шифру (AGS) 8436055.

## Географски и демографски подаци
Лојткирх им Алгој се налази у савезној држави Баден-Виртемберг у округу Равенсбург. Град се налази на надморској висини од 654 метра. Површина општине износи 175,0 km². У самом граду је, према процјени из 2010. године, живјело 22.132 становника. Просјечна густина становништва износи 126 становника/km².

## Међународна сарадња
| Мјесто                  | Држава    | Врста сарадње | Од    |
| ----------------------- | --------- | ------------- | ----- |
| Кастиљоне дел Стивијере | Италија   | партнерство   | 1995. |
|                         | Француска | партнерство   | 1982. |
|                         | Француска | партнерство   | 1982. |
|                         | Француска | партнерство   | 1982. |
| Извор                   |           |               |       |